# Danyeri
Danyeri è un comune dell'Azerbaigian situato nel distretto di Şərur. 